# Pollia fumosa
Pollia fumosa, tên tiếng Anh: smoky goblet, là một loài ốc biển, là động vật thân mềm chân bụng sống ở biển trong họ Buccinidae.

## Miêu tả
Loài này có kích thước giữa 20 mm and 40 mm

## Phân bố
Chúng phân bố ở Biển Đỏ, Ấn Độ Dương dọc theo Chagos, Madagascar, vùng bể Mascarene và Tanzania và miền tây [[Thái Bình Dương Ocean.